# Jurij Sacharjejew
Jurij Walentynowytsch Sacharjejew (ukrainisch Юрій Валентинович Захарєєв, englisch Yurii Valentinovich Zakharieiev; * 19. September 2002 in Bilhorod-Dnistrowskyj, Oblast Odessa) ist ein ukrainischer Boxer. Er wurde 2021 Weltmeister im Halbmittelgewicht.

## Karriere
Jurij Sacharjejew wurde 2019 und 2020 Ukrainischer Jugendmeister im Weltergewicht, zudem gewann er in dieser Gewichtsklasse auch die Jugend-Europameisterschaften 2019 in Sofia, die Jugend-Europameisterschaften 2020 in Budva und die Jugend-Weltmeisterschaften 2021 in Kielce.
Nachdem er auch bei den Erwachsenen 2021 den Ukrainischen Meistertitel im Halbmittelgewicht gewonnen hatte, wurde er bei den Weltmeisterschaften 2021 in Belgrad eingesetzt. Dort wurde er mit Siegen gegen Mahmod Said, Harris Akbar, Youba Sissokho, Aslanbek Schymbergenow, Sərxan Əliyev und Wadim Musajew Weltmeister im Halbmittelgewicht.
Im März 2022 gewann er im Halbmittelgewicht die U22-Europameisterschaften in Poreč. Er war daraufhin im Mai 2022 auch bei der Europameisterschaft in Jerewan am Start und gewann eine Bronzemedaille, nachdem er im Halbfinale knapp mit 2:3 gegen Harris Akbar ausgeschieden war. Bei den Europaspielen 2023 in Krakau unterlag er im Achtelfinale mit 2:3 gegen Tuğrulhan Erdemir und gewann im Oktober 2024 die U23-Europameisterschaft in Sofia.
Ebenfalls 2024 schied er bei den Olympiaqualifikationsturnieren in Busto Arsizio und Bangkok jeweils in den Vorrunden aus.